# Siepmannia pineti
Siepmannia pineti är en svampart som beskrevs av Kwasna & Nirenberg 2008. Siepmannia pineti ingår i släktet Siepmannia, ordningen Mucorales, divisionen oksvampar och riket svampar.   Inga underarter finns listade i Catalogue of Life.